# کوه نانلائود
کوه نانلائود با ۷۸۲ متر (۲٬۵۶۶ فوت) بلندا بلندترین مکان در ایالات فدرال میکرونزی و ایالت پوناپی و آبخوست پوناپی است. در نقشه‌برداری مکان‌نگاری با مقیاس ۱:۲۵,۰۰۰ سازمان زمین‌شناسی آمریکا به این کوه اشاره شده است. کوه نانلائود در بخش جنوبی آبخوست در مرز بین شمال خاوری کیتی و جنوبی‌ترین بخش نت قرار دارد. بلندترین کوه در میکرونزی کوه آگریهان با ۹۶۵ متر (۳٬۱۶۶ فوت) بلندا و دومین کوه بلند در این منطقه نانلائود است.
در ۱٫۴ کیلومتر (۰٫۸۷ مایل) کیلومتر جنوب خاور نانلائود کوه بلند دیگری به نام «نیگنِنی» قرار دارد. سومین کوه بلند در پوناپی، دولوموار یا تُتُلُم با ۷۶۰ متر (۲٬۴۹۰ فوت) متر بلندا است. دولوموار در فاصله ۰٫۸ کیلومتر (۰٫۵۰ مایل) کیلومتر امتداد کناری نیگنِنی قرار دارد.

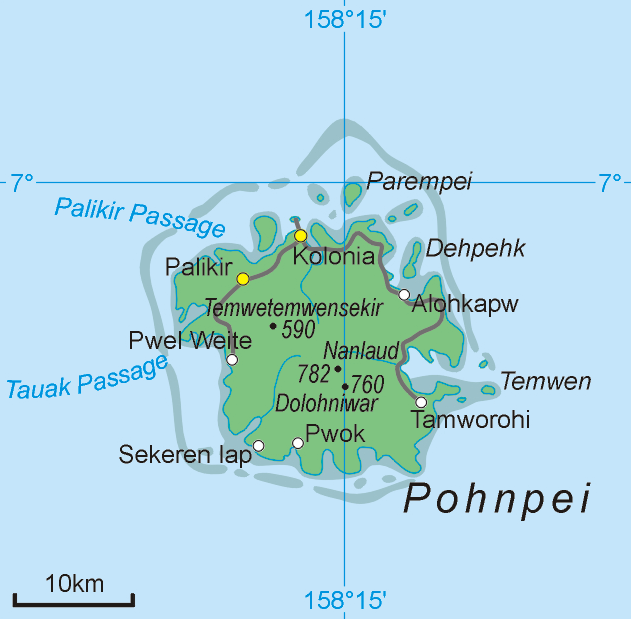
نقشه آبخوست پوناپی به همراه مکان کوه نالائود در میانه آبخوست